# Чемпіонат світу з трекових велоперегонів 2017 — індивідуальна гонка переслідування (чоловіки)
Змагання в індивідуальній гонці переслідування серед чоловіків на Чемпіонаті світу з трекових велоперегонів 2017 відбулись 14 квітня.

## Результати

### Кваліфікація
Перші двоє велогонщиків вийшли у фінал за золоту медаль, третій і четвертий - у фінал за бронзову медаль.
| Місце | Ім'я                     | Країна          | Час      | Відставання | Примітки |
| ----- | ------------------------ | --------------- | -------- | ----------- | -------- |
| 1     | Джордан Кербі            | Австралія       | 4:12.172 |             | Q, CR    |
| 2     | Філіппо Ганна            | Італія          | 4:14.647 | +2.475      | Q        |
| 3     | Келланд О'Браєн          | Австралія       | 4:15.794 | +3.622      | q        |
| 4     | Корентен Ермено          | Франція         | 4:17.543 | +5.371      | q        |
| 5     | Олександр Євтушенко      | Росія           | 4:19.185 | +7.013      |          |
| 6     | Іво Олівейра             | Португалія      | 4:19.250 | +7.078      |          |
| 7     | Даніель Станішевський    | Польща          | 4:19.411 | +7.239      |          |
| 8     | Діон Бойкебом            | Нідерланди      | 4:19.621 | +7.449      |          |
| 9     | Керстен Тіле             | Німеччина       | 4:20.052 | +7.880      |          |
| 10    | Михайло Шеметов          | Білорусь        | 4:20.363 | +8.191      |          |
| 11    | Ніколас Кергозу          | Нова Зеландія   | 4:21.333 | +9.161      |          |
| 12    | Шимон Сайнок             | Польща          | 4:21.914 | +9.742      |          |
| 13    | Меттью Босток            | Велика Британія | 4:22.122 | +9.950      |          |
| 14    | Енді Теннант             | Велика Британія | 4:22.664 | +10.492     |          |
| 15    | Ділан Кеннетт            | Нова Зеландія   | 4:23.136 | +10.964     |          |
| 16    | Жан-Віллем ван Схіп      | Нідерланди      | 4:23.843 | +11.671     |          |
| 17    | Ліам Бертаццо            | Італія          | 4:24.561 | +12.389     |          |
| 18    | Томас Деніс              | Франція         | 4:24.577 | +12.405     |          |
| 19    | Джей Ламоро              | Канада          | 4:25.042 | +12.870     |          |
| 20    | Луї Піжурле              | Франція         | 4:26.047 | +13.875     |          |
| 21    | Яспер Фрам               | Німеччина       | 4:26.078 | +13.906     |          |
| 22    | Вісенте Гарсія де Матеос | Іспанія         | 4:28.997 | +16.825     |          |
| 23    | Артем Захаров            | Казахстан       | 4:29.154 | +16.982     |          |
| 24    | Карлоальберто Джордані   | Італія          | 4:32.045 | +19.873     |          |
| 25    | Сюнсуке Імамура          | Японія          | 4:35.093 | +22.921     |          |
| 26    | Ко Сю Вай                | Гонконг         | 4:35.233 | +23.061     |          |

### Фінали
Фінали розпочались о 20:41.
| Місце                    | Ім'я            | Країна    | Час      | Відставання |
| ------------------------ | --------------- | --------- | -------- | ----------- |
| Заїзд за золоту медаль   |                 |           |          |             |
| 1                        | Джордан Кербі   | Австралія | 4:17.068 |             |
| 2                        | Філіппо Ганна   | Італія    | 4:21.299 | +4.131      |
| Заїзд за бронзову медаль |                 |           |          |             |
| 3                        | Келланд О'Браєн | Австралія | 4:16.909 |             |
| 4                        | Корентен Ермено | Франція   | 4:19.436 | +2.527      |